# 小柳 (青森市)
小柳（こやなぎ）は、青森市東部にある地名。小柳一 - 六丁目のほか、大字小柳がある。

## 地理
小柳一 - 六丁目は、北を岡造道、東は赤川をはさんではまなす・けやき、南は青い森鉄道線をはさんで大字浜館と大字小柳、西を南佃・中佃・佃と接する。ほぼ全域が住宅地であり、県営・市営の小柳団地の集合住宅のほか、一戸建て中心の袰懸団地・鴨泊団地がある。幹線道路沿いには、商店がみられる。
大字小柳は、青い森鉄道線をはさんで南側の青森県立保健大学敷地内と赤川の西側・青い森鉄道線の南側の一部等に残り、大字浜館のほか、虹ケ丘・自由ケ丘 ・大字桑原と接する。
大字小柳には、かつて、刈田・袰懸・唐橋・桂・鴨泊・朽葉の小字があった。

## 交通
小柳四丁目の南東端に青い森鉄道線の小柳駅がある。
域内を通る道路は次の通り
- 都市計画道路 3・5・2造道小柳線 – 一丁目・六丁目と三丁目の境界を通過する。北の造道・岡造道とこの地区を結ぶ。沿道は住宅地で、まばらに商店等が立地する。一丁目の沿道に、みちのく銀行小柳支店と青森小柳郵便局がある。この路線は小柳六丁目・三丁目それぞれの南端に位置する交差点で終わっているが、さらに南に、小柳跨線橋を越え、戸山方面に向かう道路が続いている。青森市営バス小柳線の岡造道経由の系統が通過する。
- 都市計画道路 3・4・3八重田蜆貝線 – 三丁目と四丁目、六丁目と五丁目の境界を通過し、八重田方面、南佃・桜川方面を結ぶ。三丁目・四丁目の沿道は集合住宅が多いが、それ以外では商店も多い。四丁目の沿道には青森市立小柳小学校・こやなぎ温泉、五丁目の沿道には宮脇書店青森店、スーパードラッグメガ小柳店等がある。青森市営バス小柳線が通過する。

## 歴史
藩政時代の資料にも見える農村で、津軽郡に属した。最初小柳漁師新田、次いで中浜館村とも称したという。
- 1877年 （明治11年） - 東津軽郡に属する。
- 1888年（明治22年） - 造道村に属し、その大字となる。
- 1927年（昭和2年） - 村名の変更により、浜館村の大字となる。
- 1955年（昭和30年） - 浜館村の青森市への合併のため、青森市の大字となる。
- 1987年（昭和62年） - 福田・佃地区住居表示の実施により、小柳字刈田の一部が佃三丁目となる。
- 1990年（平成2年） - 佃地区の住居表示により、小柳字刈田の一部が中佃二丁目・同三丁目の一部となる。
- 1994年（平成6年） - 小柳地区の住居表示実施のため、大部分が小柳一 - 六丁目となる。
  - 小柳一丁目 - 造道字沢田、小柳字袰懸、小柳字桂の各一部
  - 小柳二丁目 - 造道字沢田、小柳字桂、小柳字鴨泊の各一部
  - 小柳三丁目 - 小柳字鴨泊、小柳字唐橋の各一部
  - 小柳四丁目 - 小柳字唐橋の一部
  - 小柳五丁目 - 小柳字桂、小柳字袰懸、浜館字間瀬、浜館字見取の一部
  - 小柳六丁目 - 小柳字桂、小柳字袰懸の一部

## 主な施設等
- ほろがけ福祉館
- 青森第一うとう幼稚園
- 青森第二なかよし保育園
- 青森市中央市民センター小柳分館
- 小柳保育園
- 青森小柳郵便局
- 青森市立小柳小学校
- こやなぎ温泉
- スーパードラッグメガ小柳店